# 大安森林公園站
25°01′59″N 121°32′07″E / 25.03306°N 121.53528°E
大安森林公園站位於台灣台北市大安區，為台北捷運淡水信義線（信義線）的捷運車站。

## 車站概要

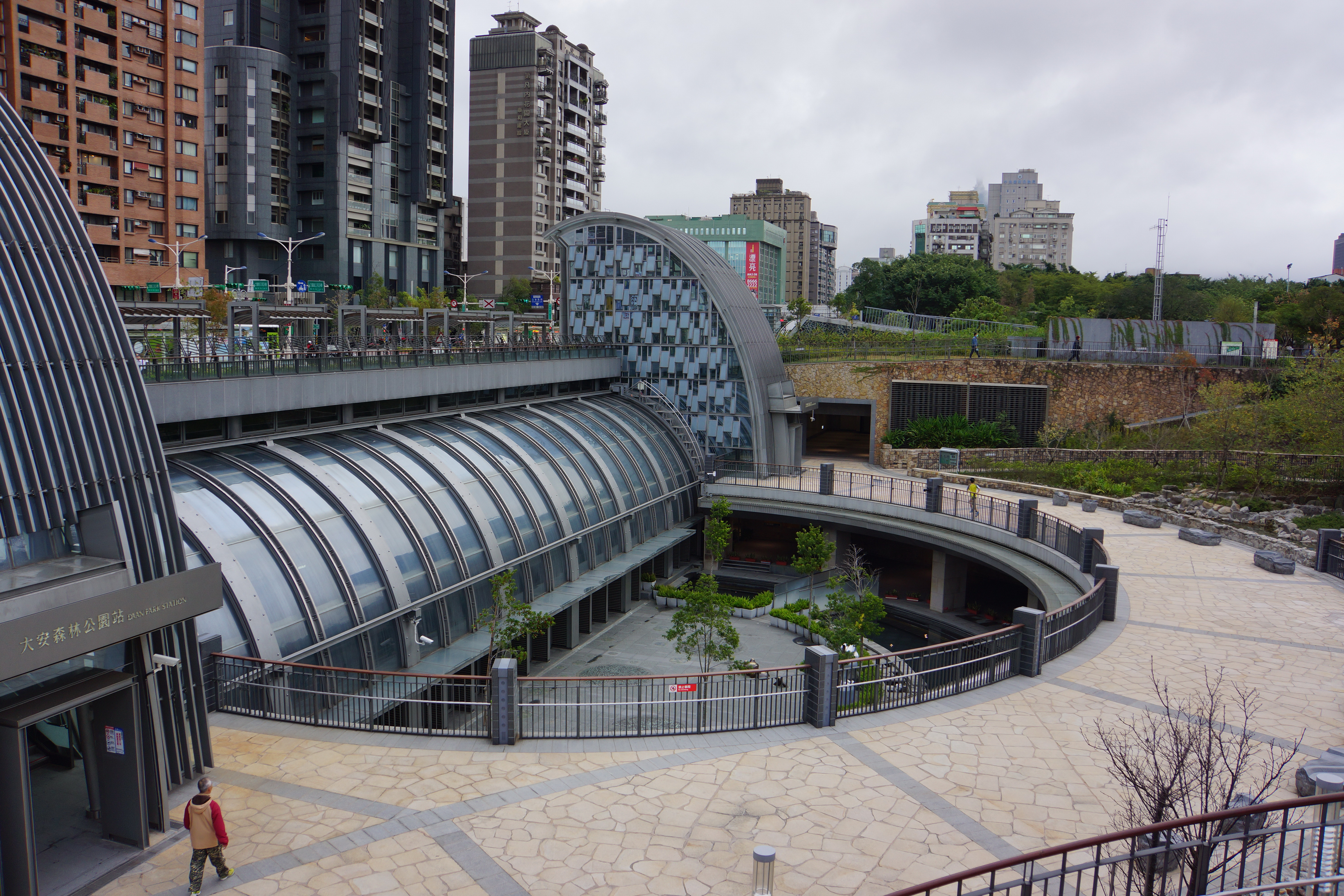
下凹式車站庭園

車站位於信義路三段龍門里與民炤里交界處，大安森林公園北側，接近建國南路口，車站編號為R06。因緊鄰大安森林公園而得名。
本站站名長達六字，與台北捷運內湖線南港軟體園區站、高雄捷運紅線高雄國際機場站、台中捷運文心森林公園站及桃園機場捷運新北產業園區站、機場第一航廈站、機場第二航廈站、桃園體育園區站並列為全台灣最長鐵道車站名。

## 車站構造

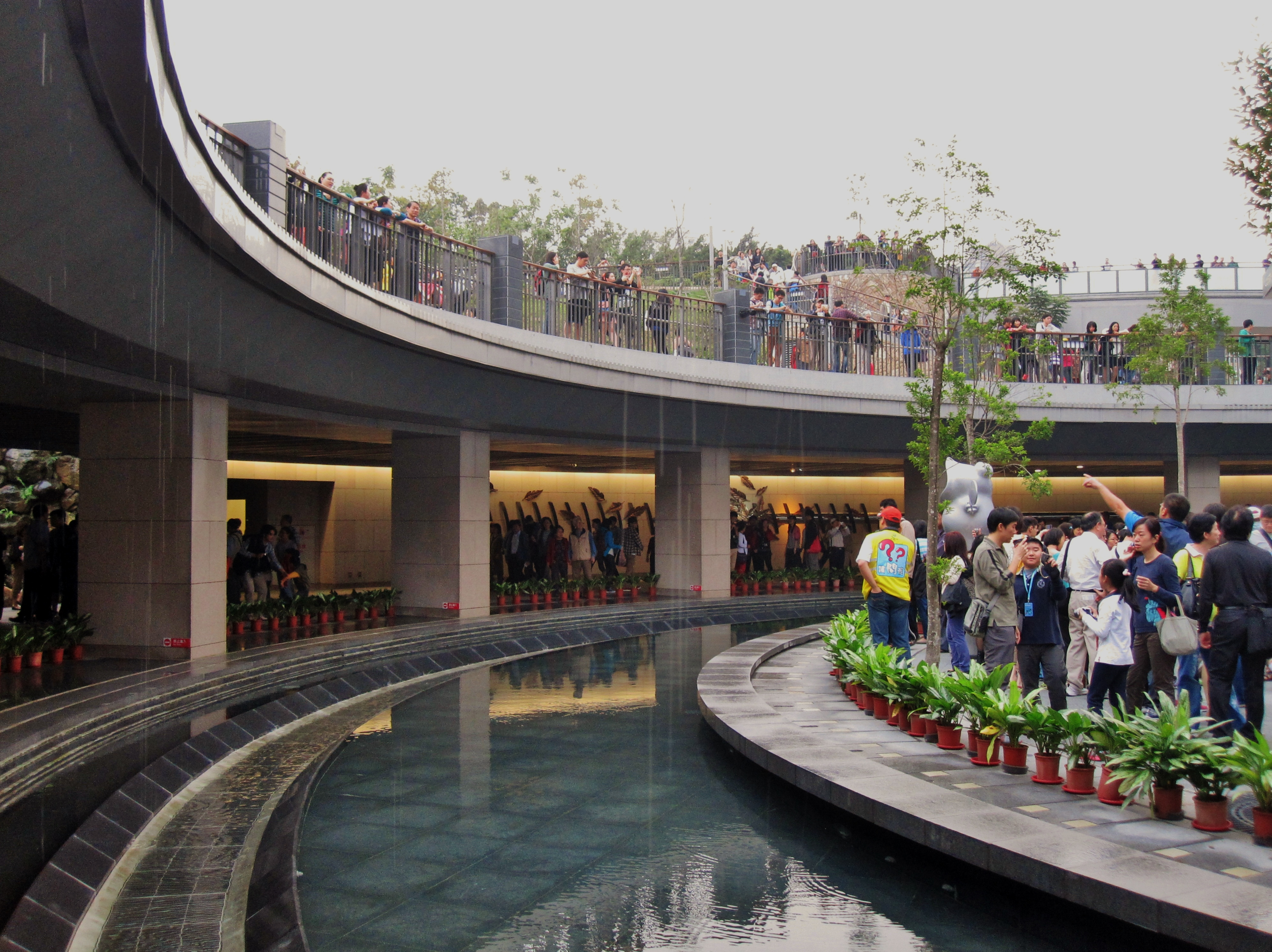
穿堂層水池

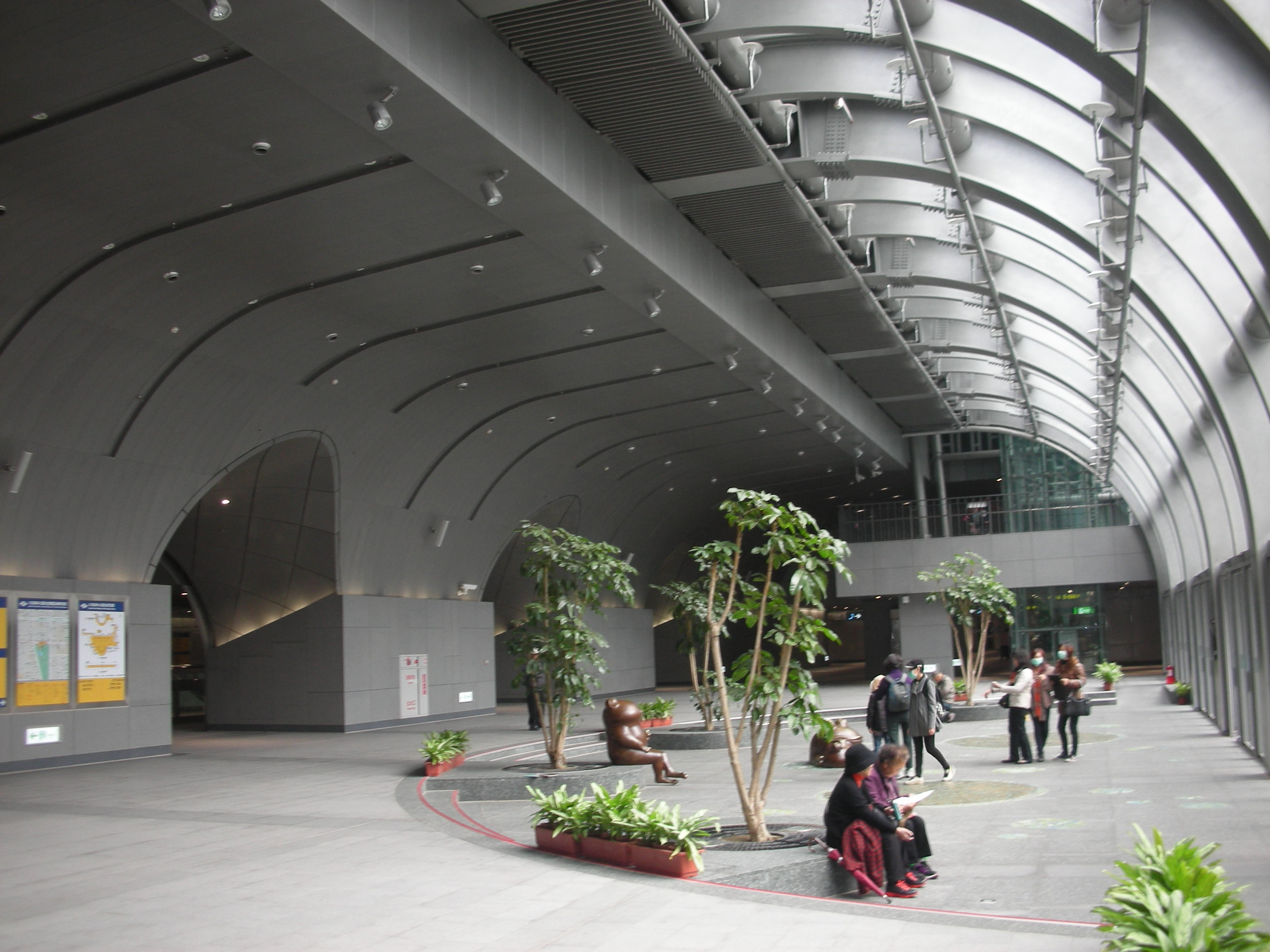
穿堂層廣場

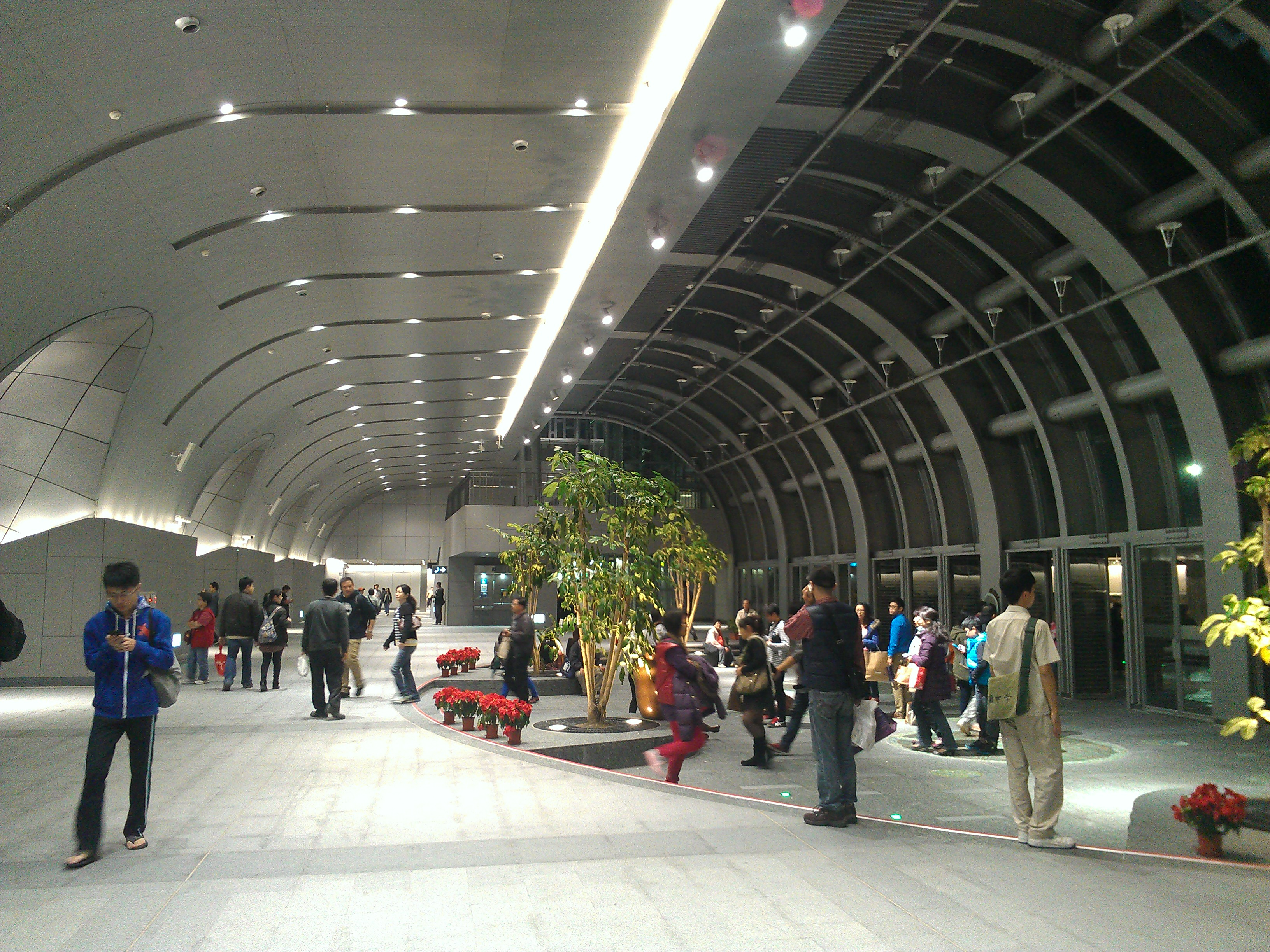
穿堂層廣場（夜）

地下二層車站，一個島式月台，六個出入口。

### 車站樓層
| 地面      | 出入口             | 出入口                                       |
| 地下 一樓 | 大廳層             | 車站大廳、詢問處、自動售票機、驗票閘門       |
| 地下 一樓 | 大廳層             | 陽光大廳、景觀層、下凹庭園                   |
| 地下 二樓 | 一月台             | ← 淡水信義線 往淡水／北投方向（R07 東門站）  |
| 地下 二樓 | 島式月台，左側開門 |                                              |
| 地下 二樓 | 二月台             | 淡水信義線 往象山／終點站方向（R05 大安站）→ |

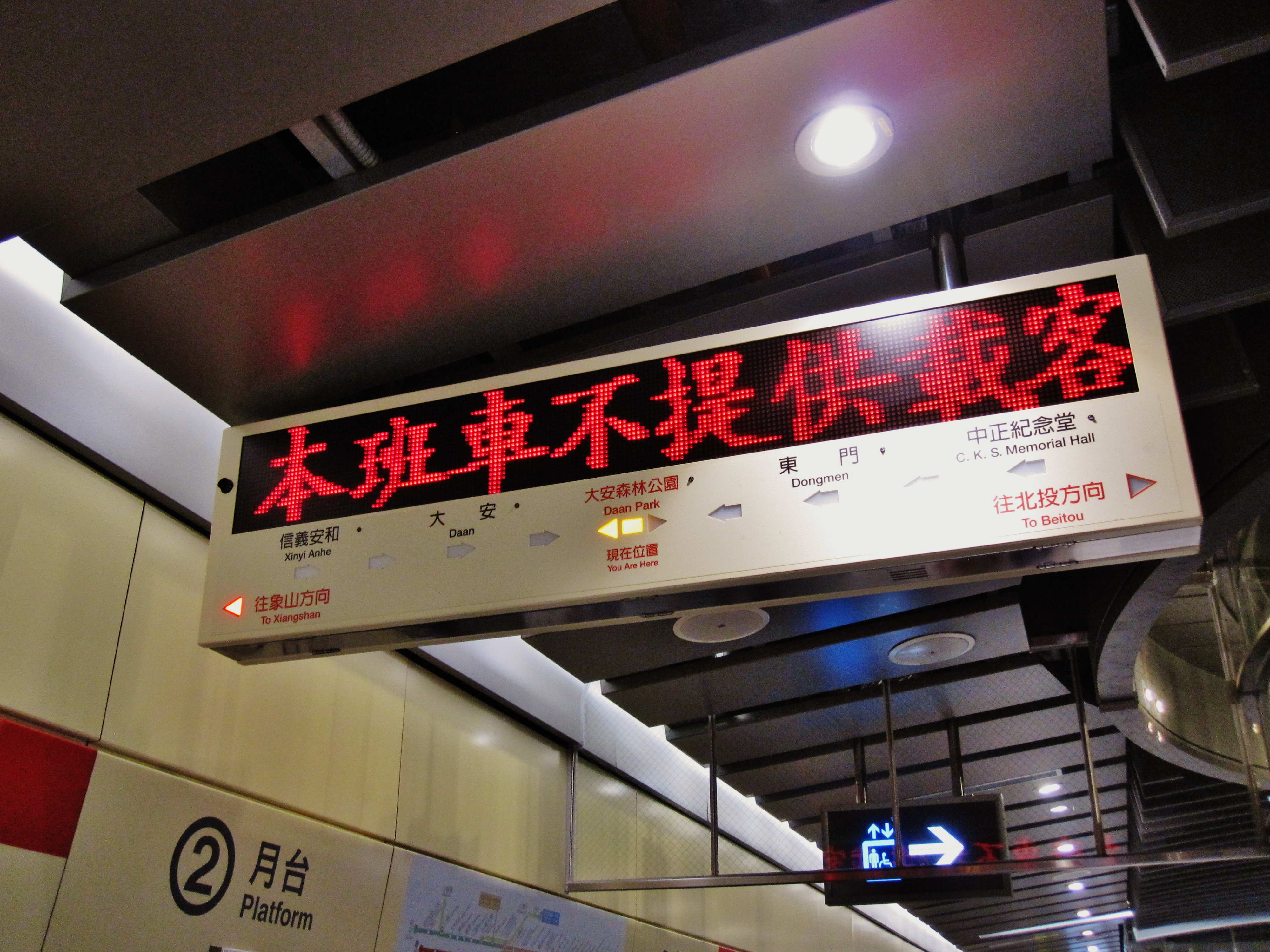
列車資訊看板
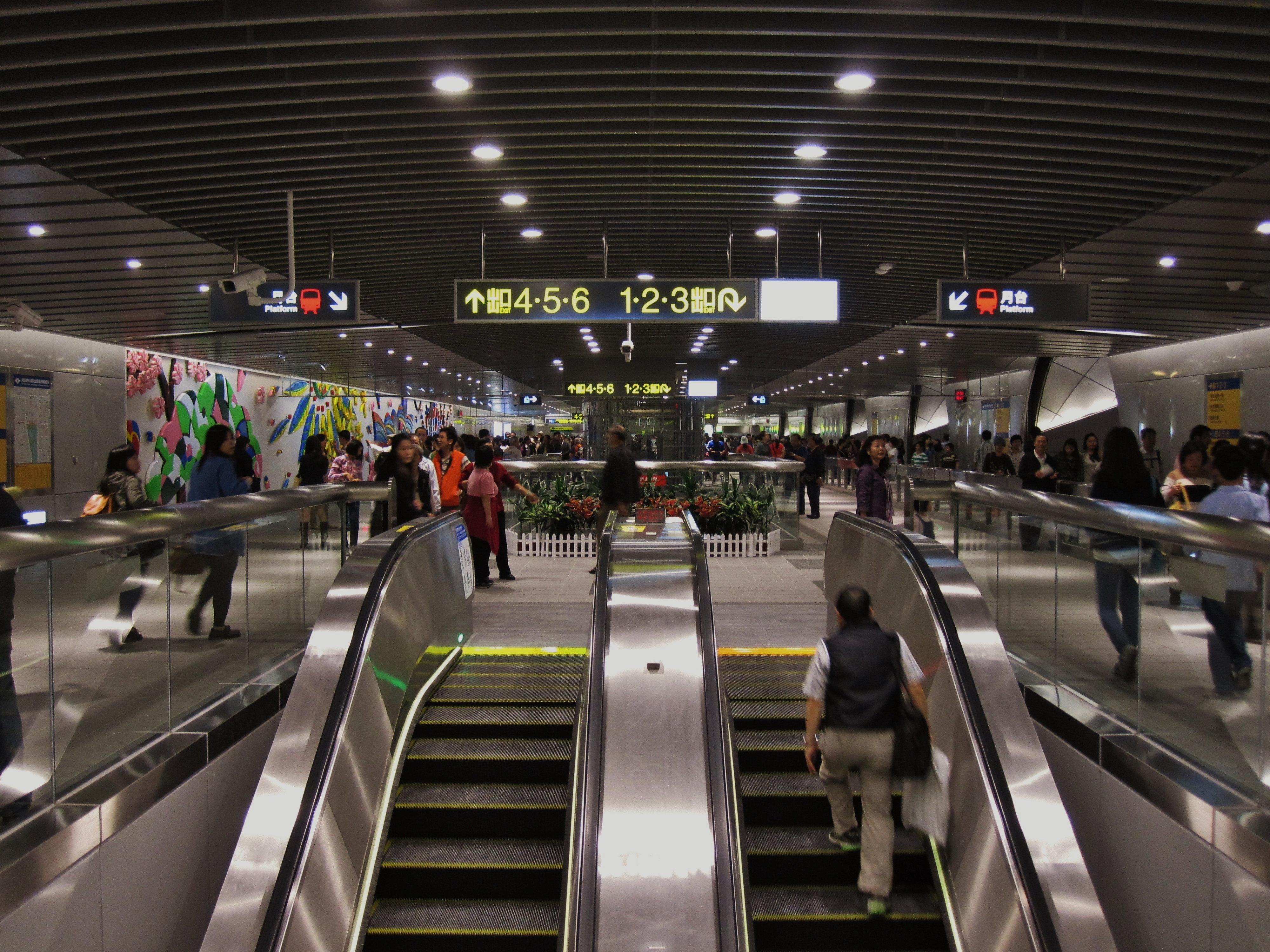
穿堂層
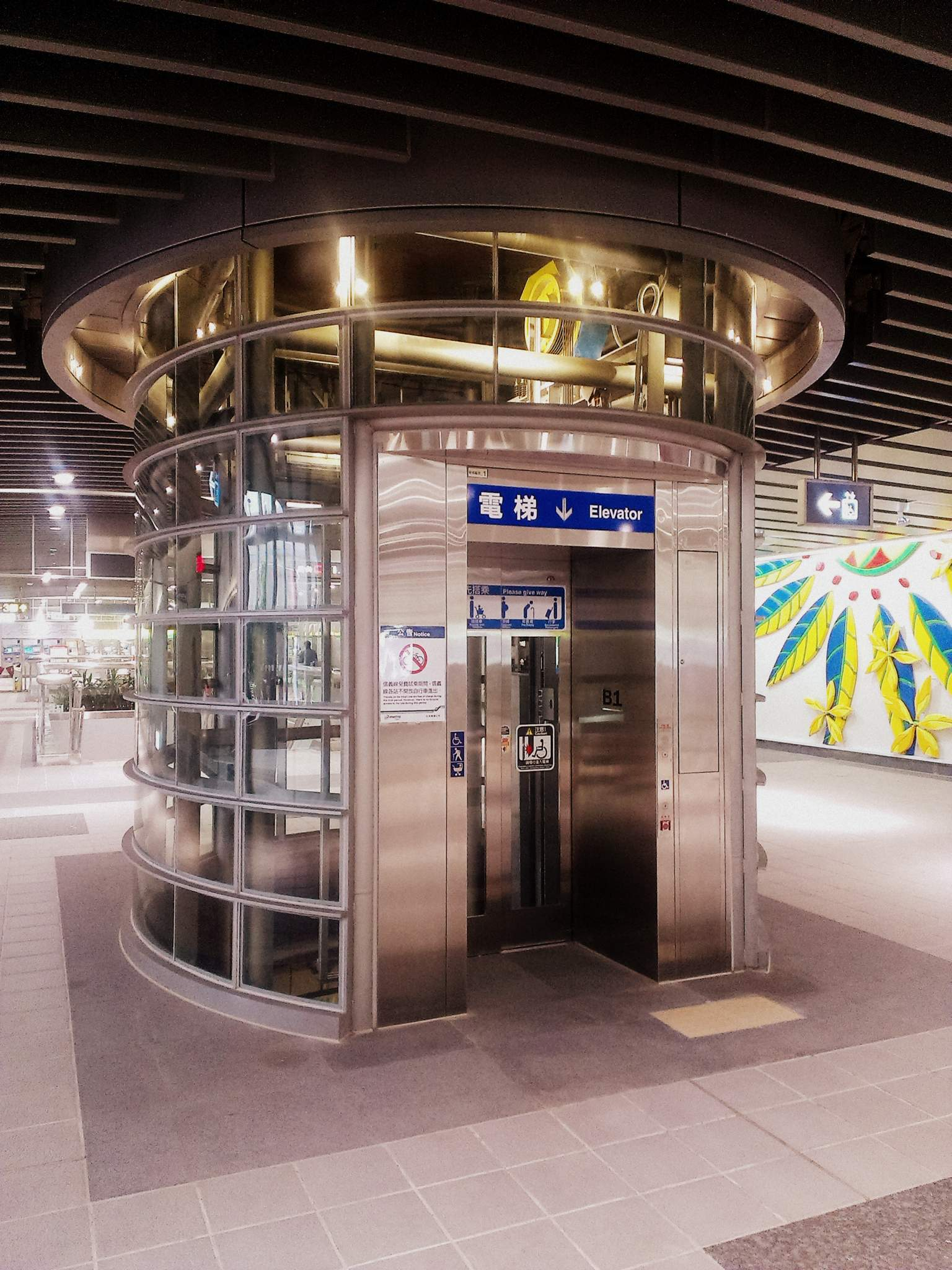
月台層無障礙電梯

### 車站出口
出口1、6位於車站北端、出口2～5位於車站南端，無障礙電梯位於出口4、5、6。
| 出入口                          | 圖片            | 位置                                                       |
| ------------------------------- | --------------- | ---------------------------------------------------------- |
| 出入口1                         |                 | 新生南路一段與信義路三段31巷                               |
| 出入口2 · 設有手扶梯            |                 | 新生南路二段                                               |
| 出入口3                         | 日 夜           | 西側光塔                                                   |
| · 僅設有無障礙電梯              |                 | 東側光塔                                                   |
| 出入口5 · 設有電梯 · 設有手扶梯 | 出口5無障礙電梯 | 建國南路二段                                               |
| 出入口6 · 設有電梯 · 設有手扶梯 |                 | 建國假日花市（仁愛路三段24巷口，捷運共構大樓「勤美樸真」） |
| 註： 設有電梯 \| 設有手扶梯     |                 |                                                            |

## 歷史
- 2005年7月動工[5]。
- 2013年10月13日：辦理信義線初勘作業。
- 2013年11月8日：交通部辦理信義線履勘作業。
- 2013年11月24日：隨著信義線「中正紀念堂← →象山」段正式通車而啟用[6]（p. 227）。

## 利用狀況
根據2024年12月資料，本站每日旅運量約為19,963，在台北捷運各站中排行第83名。
| 年   | 年間      | 年間      | 年間      | 年間  | 單日平均 | 單日平均 |
| 年   | 上車      | 下車      | 上下車計  | 來源  | 上車     | 上下車   |
| ---- | --------- | --------- | --------- | ----- | -------- | -------- |
| 2013 | 532,537   | 543,316   | 1,075,853 | [ 7 ] | 14,014   | 28,312   |
| 2014 | 2,336,030 | 2,318,327 | 4,654,357 | [ 7 ] | 6,400    | 12,752   |
| 2015 | 2,736,756 | 2,688,813 | 5,425,569 | [ 7 ] | 7,498    | 14,865   |
| 2016 | 2,965,609 | 2,882,999 | 5,848,608 | [ 7 ] | 8,103    | 15,980   |
| 2017 | 3,167,044 | 3,091,978 | 6,259,022 | [ 7 ] | 8,677    | 17,148   |
| 2018 | 3,269,250 | 3,185,325 | 6,454,575 | [ 7 ] | 8,957    | 17,684   |

## 公共藝術
本站設有分別於四處設置不同公共藝術作品，分別為車站西側空橋旁廣場的雕塑作品「大安之花」、環形迴廊裝飾牆面的「秋葉旅人」、在陽光大廳與水瀑廣場以雕塑和地坪呈現的「春光乍現」，以及穿堂層裝飾牆面的「四季」。

穿堂層公共藝術穿堂層公共藝術

## 車站周邊
| | |
| - 大安森林公園 - 臺北市立圖書館總館（位於本站與科技大樓站間） - 建國假日花市 - 臺北市客家藝文活動中心 - 信義市場（位於本站與大安站間） - 方舟旅店（位於本站與東門站間） - 丹迪旅店-大安森林公園 - 麗寶福容大飯店 - 經濟部水利署台北辦公區 - 經濟部產業發展署 - 臺北市大安區行政中心 - 台北市大安區戶政事務所 | - 臺北市公共自行車租賃系統 - 捷運大安森林公園站（2號出口） - 捷運大安森林公園站（5號出口） - 建國高架道路 - 延平高中 - 金華國中 - 新生國小 - 中國文化大學建國本部大夏館（建國校區）（位於本站與科技大樓站間） - 幸安國小 - 台北清真寺 - 天主教聖家堂 |

## 公車資訊
| 編號     | 經營業者   | 區間                   | 備註                            |
| -------- | ---------- | ---------------------- | ------------------------------- |
| 0東      | 大都會客運 | 內湖←→台北車站         |                                 |
| 20       | 大都會客運 | 永春高中←→青年公園     |                                 |
| 22       | 大都會客運 | 吳興街←→衡陽路         |                                 |
| 38       | 大都會客運 | 環南市場←→大安國宅     |                                 |
| 88       | 大有巴士   | 重陽路←→台北車站       |                                 |
| 88區間車 | 大有巴士   | 南港花園社區←→台北車站 |                                 |
| 204      | 首都客運   | 東園←→麥帥新城         |                                 |
| 226      | 首都客運   | 三重←→吳興街           |                                 |
| 信義幹線 | 首都客運   | 捷運昆陽站←→臺北車站   | 原588                           |
| 758      | 指南客運   | 五股← →麟光            | 經信義路、原1503。 例假日停駛。 |

## 腳註

### 來源資料
1. ↑  財政部稅務入口網 （页面存档备份，存于）（統一編號：31998367）
2. 1 2  . 臺北大眾捷運股份有限公司. 2021-01-15.
3. ↑  . 捷運報導第207期.   [2008-05-04]. （原始内容存档于2008-05-13）. 捷運報導第207期：大安森林公園站－臺北市新地標，為本市打造出一座有特色、具特殊風貌的捷運車站。陽光大廳及下凹庭園特殊空間的塑造，讓陽光、綠意引進地下車站；遊客可於 地下空間欣賞大自然，並在戶外的山谷中(下凹庭園)欣見桃花源地。下凹庭園的戶外半圓形飲食區與水池、環形迴廊與水瀑、自然山林造景的外環坡地，提供一個 與大自然互動、交心，進行捷運“心靈”之旅的環境。
4. ↑  . 大紀元. 2006-10-05  [2020-01-05].
5. ↑  .   [2014-08-09]. （原始内容存档于2013-09-27）. 搭乘捷運信義線的美夢100年成真文，沈榮欣作
6. ↑  徐榮崇. . 臺北市文獻委員會. 2015年12月  [2020-01-05]. ISBN 9789860469875. （原始内容存档于2020-12-07）. 國家圖書館
7. ↑  臺北捷運公司. . 2019-02-26  [2019-08-10]. （原始内容存档于2020-11-28）. 臺北市統計資料庫查詢系統
8. ↑  . 臺北市政府捷運工程局.   [2023-11-27]. （原始内容存档于2023-11-26）.
9. 柯妙貞.  (PDF). 《捷運技術》 (臺北市政府捷運工程局). 2015-08-23, (50期)  [2016-01-10]. ISSN 1812-2906. （原始内容存档 (PDF)于2016-08-22） （中文）.

## 外部連結
- 臺北大眾捷運股份有限公司 （页面存档备份，存于）
- 臺北市政府捷運工程局 （页面存档备份，存于）
- 大安森林公園站位置圖（台北捷運公司） （页面存档备份，存于）
- 大安森林公園站剖面相關位置圖（台北捷運公司） （页面存档备份，存于）
- 販賣店現況 （页面存档备份，存于）